# The Valley, Anguilla
The Valley là thủ đô của Anguilla và là đô thị chính trên hòn đảo. Dân số năm 2001 ước tính 1.169 người.

## Khí hậu
| Dữ liệu khí hậu của The Valley          | Dữ liệu khí hậu của The Valley | Dữ liệu khí hậu của The Valley | Dữ liệu khí hậu của The Valley | Dữ liệu khí hậu của The Valley | Dữ liệu khí hậu của The Valley | Dữ liệu khí hậu của The Valley | Dữ liệu khí hậu của The Valley | Dữ liệu khí hậu của The Valley | Dữ liệu khí hậu của The Valley | Dữ liệu khí hậu của The Valley | Dữ liệu khí hậu của The Valley | Dữ liệu khí hậu của The Valley | Dữ liệu khí hậu của The Valley |
| Tháng                                   | 1                              | 2                              | 3                              | 4                              | 5                              | 6                              | 7                              | 8                              | 9                              | 10                             | 11                             | 12                             | Năm                            |
| --------------------------------------- | ------------------------------ | ------------------------------ | ------------------------------ | ------------------------------ | ------------------------------ | ------------------------------ | ------------------------------ | ------------------------------ | ------------------------------ | ------------------------------ | ------------------------------ | ------------------------------ | ------------------------------ |
| Cao kỉ lục °C (°F)                      | 32 (90)                        | 32 (90)                        | 32 (90)                        | 32 (90)                        | 34 (93)                        | 32 (90)                        | 35 (95)                        | 37 (99)                        | 36 (97)                        | 33 (91)                        | 32 (90)                        | 32 (90)                        | 37 (99)                        |
| Trung bình ngày tối đa °C (°F)          | 28 (82)                        | 28 (82)                        | 28 (82)                        | 28 (82)                        | 30 (86)                        | 31 (88)                        | 31 (88)                        | 31 (88)                        | 31 (88)                        | 30 (86)                        | 29 (84)                        | 28 (82)                        | 30 (86)                        |
| Trung bình ngày °C (°F)                 | 26 (79)                        | 26 (79)                        | 26 (79)                        | 27 (81)                        | 27 (81)                        | 28 (82)                        | 29 (84)                        | 29 (84)                        | 29 (84)                        | 28 (82)                        | 27 (81)                        | 26 (79)                        | 27 (81)                        |
| Tối thiểu trung bình ngày °C (°F)       | 23 (73)                        | 23 (73)                        | 23 (73)                        | 25 (77)                        | 25 (77)                        | 26 (79)                        | 26 (79)                        | 26 (79)                        | 26 (79)                        | 26 (79)                        | 25 (77)                        | 24 (75)                        | 23 (73)                        |
| Thấp kỉ lục °C (°F)                     | 18 (64)                        | 20 (68)                        | 21 (70)                        | 20 (68)                        | 18 (64)                        | 20 (68)                        | 22 (72)                        | 22 (72)                        | 22 (72)                        | 22 (72)                        | 21 (70)                        | 20 (68)                        | 18 (64)                        |
| Lượng Giáng thủy trung bình cm (inches) | 7 (2.8)                        | 4 (1.6)                        | 4 (1.6)                        | 7 (2.8)                        | 9 (3.5)                        | 7 (2.8)                        | 8 (3.1)                        | 11 (4.3)                       | 11 (4.3)                       | 9 (3.5)                        | 11 (4.3)                       | 9 (3.5)                        | 97 (38)                        |
| Độ ẩm tương đối trung bình (%)          | 77                             | 76                             | 76                             | 76                             | 77                             | 76                             | 76                             | 76                             | 76                             | 77                             | 78                             | 77                             | 76                             |
| Nguồn: Weatherbase                      |                                |                                |                                |                                |                                |                                |                                |                                |                                |                                |                                |                                |                                |